# Кожная пластика
Ко́жная пла́стика — хирургическая операция, заключающаяся в воссоздании участка кожного покрова человека. Необходимость в кожной пластике возникает при лечении хронических дефектов кожного покрова — ожоговой травмы, трофических язв, пролежней и свищей, как одномоментная кожная пластика при удалении рубцов, поверхностных опухолей и татуировок.

## Классификация по ВОЗ
Пересадка органов и тканей (трансплантация) по предложению ВОЗ классифицируется следующим образом:
- аутотрансплантация (пересадка собственных тканей и органов)
- аллотрансплантация (пересадка органов и тканей другого объекта того же вида)
- ксенотрансплантация (пересадка органов и тканей другого вида)
- имплантация  (вживление искусственных материалов)

## Хирургическая классификация способов кожной пластики

### Несвободная кожная пластика (кожная пластика на питающей ножке)

#### Местными тканями
- Реплантация частично отторгнутого кожного лоскута
- Нанесение послабляющих разрезов в области раны (например, V-Y пластика по И. Диффенбаху)
- С перемещением кожных лоскутов
- По Ю. К. Шимановскому (встречные прямоугольники)
- По А. А. Лимбергу (встречными треугольниками)
- Способы ротации кожного лоскута относительно основания («индийская» пластика по Сушрута — пластика носа при помощи кожи лба)
- Избыток кожи создают при помощи дермотензии (кожу вытягивают держалками или надувными подкладными экспандерами).

#### Отдаленная — с перемещением лоскута
- Прямая пересадка лоскута («итальянская» пластика — К. Тальякоцци — взятие лоскута с плеча для пластики носа), мостовидный лоскут
- Мигрирующий кожный лоскут
  - плоский
  - стебельчатый по В. П. Филатову
- Одномоментная пересадка лоскута на микрососудистых анастомозах

#### Сочетание различных способов
Позволяет более эффективно проводить пластику дефекта в сложных случаях.

### Свободная кожная пластика

#### Полнослойным лоскутом.
Плохая приживаемость, лучший косметический эффект, проблемы с донорским участком. Применяются для косметически важных участков тела, в области крупных суставов, в местах большой нагрузки.
- По В. К. Красовитову. Реплантация кожных лоскутов после их травматического отрыва. Производится не позднее 4-6 часов после травмы. Лоскут моют с мылом, края его освежают. Подкожную клетчатку иссекают. Эпидермис обрабатывают йодом.
- Трансплантация лоскутов с отторгнутых или ампутированных частей
- Трансплантация кожи с пластикой донорской поверхности по Б. В. Парину — А. К. Тычинкиной
- Способ пластики перфорированным полнослойным лоскутом с послабляющими разрезами по краям по Ю. Ю. Джанелидзе.

#### Расщепленным кожным лоскутом (по Тиршу)
0,4-0,6 мм. Лоскут является расщепленным по толще, так что в донорской поверхности остаются кератинобласты и возможно её самостоятельное закрытие. Берутся бритвой, ножом Гамби или дерматомом (клеевым дерматомом Педжета, круговым М. В. Колокольцева). Донорскую поверхность дубят раствором перманганата калия или покрывают коллагеновым покрытием.
- Цельным лоскутом
- Лоскутом-ситом, лоскутом-сеткой
- Марочным способом по Ж. Ревердену — С. М. Янович-Чайнскому (подцепляют кожу прямой иглой, после чего срезают бритвой натягивающиеся круглые кусочки кожи 5-8 мм, толщиной около 1 мм)